# Шеффер, Егор Николаевич
Барон Егор Николаевич Шеффер (также — Георг Антон Алоиз фон Шеффер, нем. Dr. Georg Anton Aloysius von Schäffer; 20 января 1779, Мюннерштадт, Франкония — 1836, Франкенталь, Бразилия) — немецкий и российский учёный-натуралист, минеролог, биолог, аптекарь и путешественник.
С 1813 года служил корабельным врачом на российском фрегате «Суворов». С 1822 года — колонист на службе Российско-Американской компании, автор проекта включения Гавайских островов в состав царской России, попытка реализации которого, несмотря на кратковременные успехи, оказалась неудачной и обернулась чувствительными финансовыми издержками для компании.

## Биография
Родился 27 января 1779 года в Мюннерштадте (Франкония).
Изучал фармакологию в Мюнхене (1799—1800), затем работал в аптеке в Мюннерштадте. В 1804 году он начал учиться в Юлиус-Шпиталь — Медицинском колледже в Вюрцбурге. Помимо медицинской практики, много времени уделял изучению ботаники и минералов.
В январе 1808 года получил звание доктора медицины и в том же году эмигрировал с женой Барбарой в Россию. Сначала он жил в Санкт-Петербурге, в 1812 году переехал в Москву. За свои заслуги был пожалован титулом барона. По некоторым сведениям[уточнить], был магистром Ордена масонов.
В 1812 году встретился в Москве с другом детства Францем Леппихом, и был им назначен «директором физических и химических принадлежностей» на строительстве боевого управляемого аэростата в Воронцово. После неудачи Леппиха построить воздушный шар для Бородинского сражения Георг сопровождал эвакуацию 130 подвод с материалами аэростата через Коломну в Нижний Новгород, а затем и в Ораниенбаум.
Потеря имущества при пожаре Москвы, признаки душевного расстройства у жены Барбары и отъезд Леппиха из России подвигли Шеффера в 1813 году принять участие в морской экспедиции на Аляску на военном шлюпе «Суворов». На Аляске был списан с борта корабля как «лицо, нетерпимое на судне».

### Гавайи

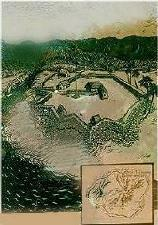
Русский форт на острове Кауаи

31 января 1815 года российское судно «Беринг» («Атауальпа») встало на якорь у берегов острова Кауаи для пополнения запасов воды и продовольствия. Во время стоянки неожиданно правитель Кауаи Каумуалии объявил о конфискации судна и груза на сумму 100000 рублей.
В ответ на это руководитель Российско-Американской компании А. А. Баранов тут же послал на выручку вооружённую экспедицию на корабле «Открытие». Вначале Шеффер прибыл на остров Оаху, где его дружелюбно встретил король Камехамеха. Шеффер лечил королевскую семью, но постепенно король стал подозревать его в не совсем честных намерениях. Шеффер направился к Кауаи, приготовившись силой освободить корабль. Но оружия не потребовалось — Каумулали был готов вернуть корабль и груз. Он искал могущественного покровителя, намереваясь быть независимым от Камехамеха, и решил использовать в этом качестве Россию. Это полностью совпадало и с намерениями Шеффера завладеть островом и использовать его как промежуточный порт для кораблей Российско-Американской компании и получил в подарок долину Ханалеи на севере острова, которую он переименовал в Шефферталь, а реку Ханапепе — в Дон.
Под руководством доктора в 1816 году были построены три форта: форт Елизавета, форт Александр и форт Барклай. В 1817 году в марте к острову приплыли пять кораблей с вооруженными американцами и туземцами и разгромили все русские фактории и плантации, а российских подданных посадили на один из русских кораблей и заставили отплыть.
Прибыв в Санкт-Петербург, Шеффер представил правительству план оккупации Россией одного из Гавайских островов. Его поддержала Российско-Американская компания, но царь отклонил проект.

### Бразилия
В апреле 1818 года на португальском судне «Лукония», следовавшем из Макао через Австралию, прибыл в Бразилию. В Рио-де-Жанейро добился аудиенции принцессы Леопольдины, супруги будущего императора Бразилии Педру I, и преподнёс ей в дар собранную им богатую ботаническую коллекцию, которая позже стала частью экспозиции королевского музея. Затем ненадолго вернулся в Европу, «чтобы уладить дела», и, вернувшись в Бразилию в 1821 вместе с четырьмя семьями своих соотечественников (47 человек), основал на пожалованных ему землях в штате Баия первую в Бразилии немецкую колонию Франкенталь.
В сентябре 1822 года был отправлен в Европу с поручением о вербовке немецких солдат и новых поселенцев. Эта миссия положила начало массовой немецкой иммиграции в Бразилию, недавно провозгласившую свою независимость от Португалии. В июле 1828 Шеффер вернулся в Бразилию и ходатайствовал перед императором о предоставлении ему титула виконта Франкенталь Жакаранда, но получил отказ и лишь денежное вознаграждение за свои труды в Европе. Спустя некоторое время вновь прибыл в Европу. В 1829 добивался (но безуспешно) своего назначения на должность бразильского посла в Германии.
Умер в неизвестности, предположительно в 1836 году, в основанной им колонии Франкенталь.

## В литературе
Главный герой повести Михаила Казовского «Русские Гавайи» (М., «Подвиг», 2016).